# Ait Aidel
 (juin 2014).
Les Aït Aïdel (en Kabyle At Ɛidel, en Tifinagh ⴰⵜ ⵄⵉⴷⴻⵍ) forment une confédération tribale Kabyle a cheval entre les Bibans et les Babors, en Basse Kabylie près de la vallée de la Soummam en Algérie.
C'est notamment sur le territoire de cette confédération que se trouve le delta de la Soummam, nommé Tasfart en Kabyle

## Géographie

### Situation
| Leflaye Souk Oufella | Sidi Ayad Timezrit           | Beni Djellil                        |
| Akbou Ouzellaguen    | Aït Aïdel                    | Beni Maouche Beni Ourtilane (Sétif) |
| Ighil Ali Aït-R'zine | Djaafra (Bordj Bou Arreridj) | El Main (Bordj Bou Arreridj)        |

### Population
|            | 1873  | 1977 | 1987 | 1998   | 2008   | 2017    |
| Population | 6 500 |      |      | 58 903 | 56 491 | 60 669, |

### Communes de la tribu Aït Aïdel
La tribu des Aït Aïdel se situe à l'est de la ville d'Akbou et au nord-est de la tribu des Ait Abbas.
Elle est traversée par le fleuve Bousselam (l'affluent Est de l’Oued Soummam). Elle bordée au Sud par la Aït Abbes (At Ɛebbas), A l'est par les Aït Yadel (At Yeɛdel) et les Aït Ouartilane (At Wertiren); au nord par les Aït Maouche (At Mɛuc), les Imoula (Imula) et les Aït Yemmel (At Yemmel), et à l'Ouest par les Ouzellaguen (U-Zellagen) et les Illoula Oussamer (Illulen Usamar).

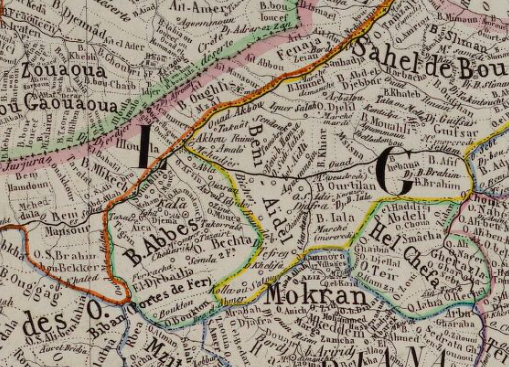
Aït Aïdel sur une carte coloniale de 1846

Elle comprend les communes de Tamokra, Bouhamza, Amalou (moins deux localités), et Sedouk, dans la wilaya de Bejaia, auxquelles on peut rajouter une partie de la commune de M'cisna, si l'ont considère que les Imsisen forment une fraction des Aït Aïdel et non une tribu à part.
| Tamokra (8 villages) | Bouhamza (20 villages) | Amalou (17 villages) | Seddouk (18 villages) | M'cisna (9 villages) |
| --- | --- | --- | --- | --- |
| - Bicher (Bicer) - Boukerdous (Bukerdus) - Boutouab (Butwav - Tamokra (Tamuqra) - Taourirt (Tawrirt) - Tassira (Tasirra) - Touffirt (Tuffirt) - Tizi Aidel (Tizi Ɛidel) | - Ait Brahem (At Bṛahem) - Boudjimaâ (Bujimeɛ) - Bouhitem (Buḥitem) - Boumessaoud (Bu Mesɛud) - Idjeddaren (Ijdaṛen) - Ifigha (Ifiɣa) - Iguemoumène (Igemmunen) - Lkhendak (Lxendeq) - Mahfouda (Imeḥfuḍen) - Semaa (Ssemɛa) - Tachouaft (Tacewwaft) - Takhelicht Ichaâchouaen (Taxlict Iceɛcawen) - Tala Abdellah (Tala Ɛebḍella) - Tala Oumehaoued (Tala Umeḥwed) - Taghoumt (Taɣumt) - Taourirt (Tawrirt) - Tasfart - Tansaout (Tansawt) - Tizi Ouzrou (Tizi Uẓru) - Touddart (Tuddar) | - Ath Jemhor (At Jimhuṛ) - Ath Djaadh (At Ǧeɛd) - Akourma (Akeṛma) - Asrafil (Asṛafil) - Boussehal (Bushel) - Icherchouchène (Icercucen) - Ighil Igueni (Iɣil Igenni) - Ighil n'Tala (Iɣil n Tala) - Issadoudène (Iseɛduden) - Lakoul (Lakul) - Tadart Ouada (Taddart Wadda) - Takhelicht (Taxlict) - Taourirt El Djedid (Taddart Lejdid) - Tighermine (Tiɣermin) - Timessrine (Timesrin) - Tizi Oukdem (Tizi Uqdem) - Tizi Lemnaa (Tizi Lemneɛ) | - Akhenak (Axnaq) - Azib Mohli (Tizi Muḥli) - Azib Ouameur (Tizi Uɛmer) - Bouikni (Bwikni) - Ighil N'Djebar (Iɣil n Ǧbeṛ) - Ighil Ouchekrid (Iɣil Ucekriḍ) - Laazib Michen (Leɛzib Micen) - Laazib Rouchet (Leɛzib Ruci) - larbi Ben M'Hidi (Lɛarbi Ben Mhidi) - Seddouk Ouada (Sedduq Wadda) - Seddouk Oufella (Sedduq Ufella) - Sidi Mouffok (Sidi Mufeq) - Takaatz (Taqaɛet) - Takhelicht (Taxlict) - Tibouamouchine (Tibuɛemmucin) - Tighilt Oumtchim (Tiɣilt Umeččim) - Tiguerniouine (Tigerniwin) - Zounina (Zunina) | - Amagaz (Amagaẓ) - Ighil Melloulen (Iɣil Mellulen) - Ighil Ouantar (Iɣil Uɛentteṛ) - Sidi-Saïd (Sidi Ssaɛid) - Taguenits (Tagnit) - Tiachoch Ouada (Tiɛcuc Wadda) - Tiachoch Oufella (Tiɛcuc Ufella) - Tighermine (Tiɣermin) - Timizabelt (Timizabelt) |

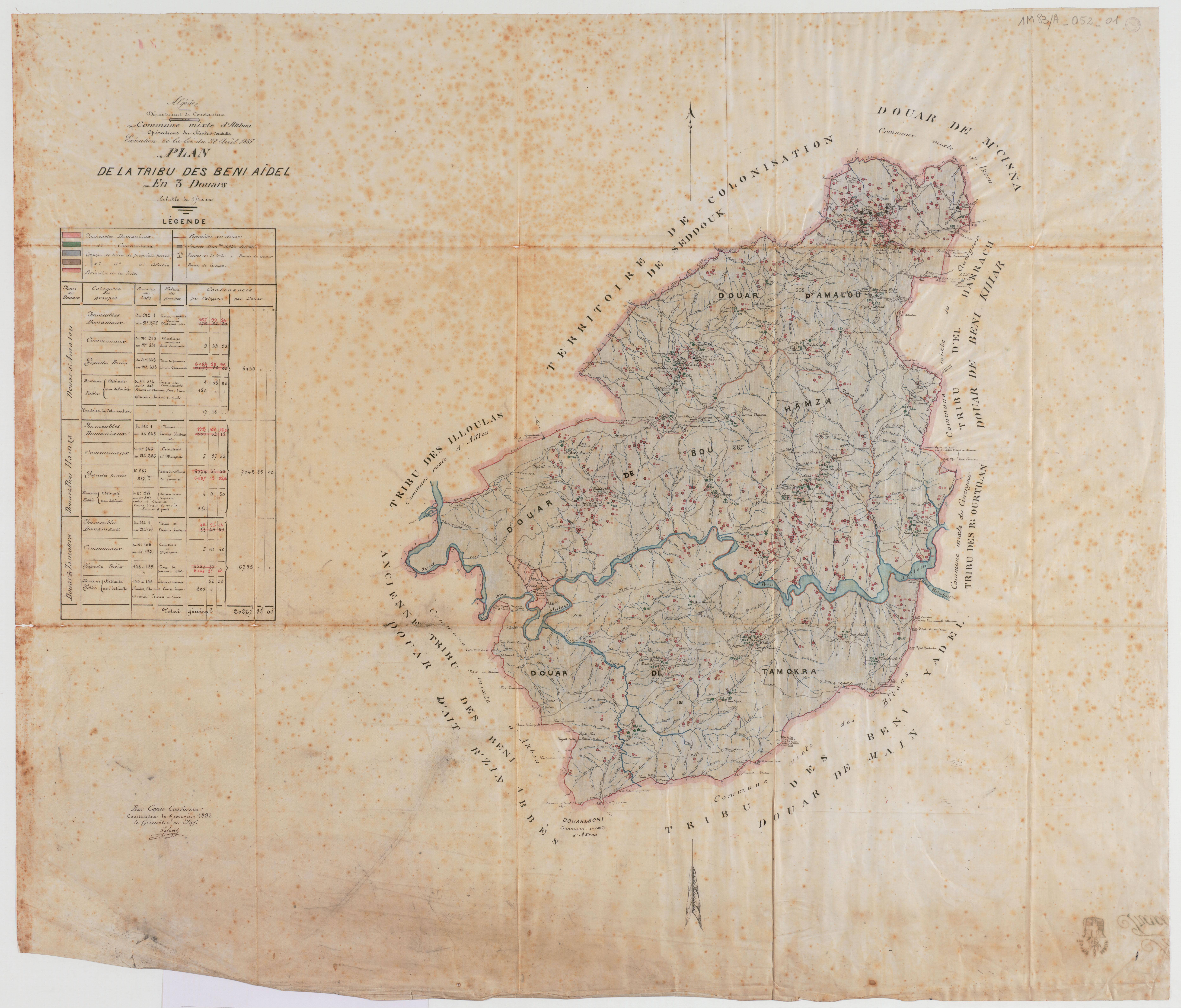
Carte des Aït Aïdel en trois douars, avec amputation des terres expropriées pour l'édification du territoire de colonisation de Seddouk (Les M'cisna ne font pas partie des Aït Aïdel sur cette carte)

### Fractions et villages

#### Fraction des Aït Nouh (It Nuḥ)
Boukerdous, Bicher, Boutouab, Tassira, Toufirt, Tamokra, Taourirthe n'Tizi Aïdel et Tizi Aïdel.

#### Fraction de Mahfouda (Imeḥfuḍen)
Mahfouda

#### Fraction de Bouhamza (Ibuḥemzawiyen)
Bouhamza, Taourirt, Tachouaft, Tansaout.

#### Fraction des Amalou (At Umalu)
Amalou, Touddart, Ighil N'tala, Bouhithem, Ighil Igueni, Timessririne, Takhelicht Ichaâchouaen, Thala Abdellah, Tizi Ouzro, Aït Brahem.

#### Fraction de Seddouk (Isedduqiyen)
Seddouk Ouadda, Seddouk Oufella, Tibouamouchine, Ighil N'Djebar.

#### Fraction de M'cisna (Imsisen)
Takaatz, Zounina, Amagaz, Tighermin, Ighil Ouantar, Ighil Melloulen.
A noté que certaines sources citent les M'cisna à part, comme formant une tribu séparée des Aït Aïdel.

## Histoire

### Antiquité
Dans l'antiquité, la tribu des Ait Aidel correspondait à celle des Massissenses, tribu qui faisait partie d'une confédération appelée confédération des Quinquégentiens
Aujourd'hui les Massissenses sont identifié à la tribu des Imsisen. Habitant la commune de M'Cisna, Fraction des Ait Aidel.

### Colonisation
En 1871, la guerre sainte fut déclarée chez les Ait Aidel contre le colon français depuis le village de Seddouk Oufella par Cheikh Aheddad.

## Culture

### Langue
Les Ait Aidel parlent le dialecte kabyle oriental central, également parlé par les Aït Waghlis et les Ait Khiar. Leur langue est nommé "Taɛidelt" et est marqué par la transformation du "g" en "y" 
Comme dans "dayi" (ici) prononcé dagi dans les autres parlers. Ce parler est considéré comme étant conservateur ce qui atteste de l'antériorité des Ait Aidel sur le reste des tribus de la Soummam.

## Personnalités
- Sidi Yahia El Aïdli (1392-1477) : savant soufi du XVe siècle, fondateur de la zaouïa de Tamokra.
- Cheikh El Haddad (1790-1873) : Chef religieux et l'un des leaders de la Révolte de Mokrani.
- Abderrahmane Farès (1911-1991) : Député, président de l'Assemblée Nationale Algérienne et membre du FLN.
- Allaoua Zerrouki (1915-1968) : Auteur-compositeur-interprète et poète d'expression kabyle.
- Azerzour (1945-2017) : Chanteur et auteur-compositeur-interprète d'expression kabyle.
- Mohamed Chalali (1989-) : Footballeur international algérien évoluant au poste d'attaquant ou de milieu.
- Raïs M'Bolhi : Dont la mère est originaire de Sidi Said dans la commune de M'cisna.

## Voir Aussi